# Vesničko má středisková
Vesničko má středisková je československá filmová komedie natočená režisérem Jiřím Menzelem v roce 1985 podle scénáře Zdeňka Svěráka. Film se natáčel v obci Křečovice, jejím okolí (Osečany, „doktorova zatáčka“, Panský rybník u Neveklova) a v Praze. Patří k nejpopulárnějším českým komediím všech dob.

## Děj
Mentálně opožděný družstevní závozník Otík Rákosník (János Bán) způsobuje svému řidiči, panu Pávkovi (Marian Labuda), jeden malér za druhým. Pávek je chápavý a trpělivý, ale jen do jisté snesitelné míry. A ta se naplní, když Pávek kvůli Otíkovi při couvání zbourá čerstvě vyzděný sloupek vrat vlivnému pražskému chalupáři. Pávek zuří a žádá předsedu družstva, aby Otíka přeřadil k jinému řidiči – jediným možným je ale cholerický vztekloun Turek (Petr Čepek). „Náhodou“ v té době Otík dostane nabídku, aby svou chalupu vyměnil za byt na pražském sídlišti. Chudák chlapec netuší, že na jeho domek si brousí zuby ředitel zmíněného pražského chalupáře. Než by od Pávka přestoupil k Turkovi, Otík raději kývne na přestěhování do velkoměsta – na poslední chvíli ho však Pávek zachrání. Vedlejší dějovou linií jsou osudy obvodního praktického lékaře MUDr. Skružného (Rudolf Hrušínský), rozšafného filozofa a mizerného řidiče.

## Ocenění

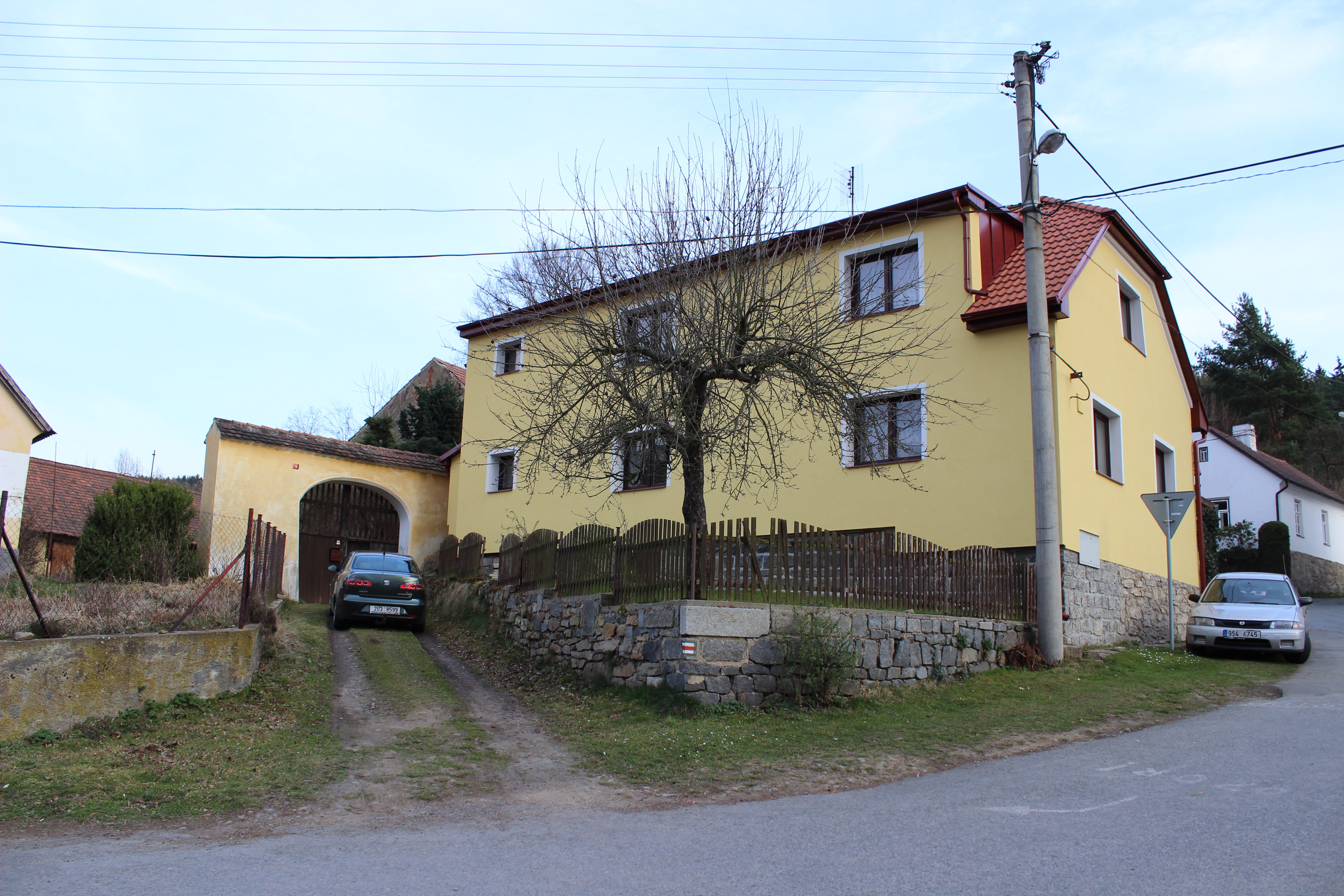
Domek, v němž bydlel filmový Otík a z jehož brány na počátku filmu vycházel

Na Mezinárodním filmovém festivalu v Montrealu získal film v roce 1986 dvě ocenění: cenu ekumenické poroty a zvláštní cenu poroty. Představitel role Otíka János Bán získal v roce 1987 na filmovém festivalu v Paříži cenu pro nejlepšího herce. V roce 1987 byl film nominován na Oscara v kategorii cizojazyčných filmů. Na MFF filmových komedií v Chamrouse ve Francii získal v roce 1987 Velkou cenu kritiky. Na MFF Prades ve Francii získal 1. cenu. Na MFF Aurilac ve Francii v roce 1986 získal hlavní cenu festivalu. Na MFF Valladolid ve Španělsku v roce 1986 získal cenu diváků. Jiří Menzel získal v roce 1986 Cenu Martina Friče na 37. ročníku Filmového festivalu pracujících a Novoměstský hrnec smíchu v Novém Městě nad Metují.

## Obsazení
| János Bán                  | Otík Rákosník                   |
| Marián Labuda              | Karel Pávek                     |
| Rudolf Hrušínský           | MUDr. Skružný                   |
| Petr Čepek                 | Josef Turek                     |
| Libuše Šafránková          | Jana Turková                    |
| Jan Hartl                  | Václav Kašpar                   |
| Miloslav Štibich           | předseda JZD Vojtěch Kalina     |
| Oldřich Vlach              | rostlinář Jaromír Kunc          |
| Stanislav Aubrecht         | Jarda Pávek                     |
| Zdeněk Svěrák              | malíř Evžen Ryba                |
| Magdalena Šebestová        | učitelka Věra Kousalová         |
| Július Satinský            | pilot Štefan                    |
| Josef Somr                 | ředitel Dřevoplechu             |
| František Vláčil           | Adolf Ticháček                  |
| Milena Dvorská             | Růžena Pávková                  |
| Milada Ježková             | Ludmila Hrabětová               |
| Ladislav Županič           | Rumlena                         |
| Jitka Asterová             | Rumlenová                       |
| Jiří Lír                   | hostinský Bedřich Rambousek     |
| Blanka Lormanová           | Půlpánová                       |
| Rudolf Hrušínský ml.       | Drápalík                        |
| Evžen Jegorov              | hrobník Brož                    |
| Jiří Schmitzer             | okrskář Tlamicha                |
| Rudolf Hrušínský nejml.    | Honza Kalina, ml.               |
| Vlastimila Vlková          | Jardova a Majčina babička       |
| Anna Vaňková               | Kalinová                        |
| Petr Brukner               | družstevník Duda                |
| Míla Myslíková             | Fialková                        |
| Jan Hraběta                | kombajnér Žežulka               |
| Jana Hanáková              | prodavačka Echtnerová           |
| Milan Šteindler            | závozník Šesták                 |
| Vladimír Hrabánek          | školník Pavlíček                |
| Zuzana Burianová           | Bohunka                         |
| Klára Pollertová-Trojanová | Majka Pávková                   |
| Vida Skalská               | sekretářka ředitele Dřevoplechu |
| Vlasta Jelínková           | Ticháčková                      |
| Dana Hajná                 | Hrušková                        |
| Jan Kašpar                 | řidič nakladače                 |
| Jiří Racek                 | zrzavé dítě                     |
| pes                        | Karl von Bahnhof                |

## Hlášky
Má pravdu, předsedo. – paní Hrabětová
Chlapi, nelejte to pivo z voken, podívejte se, jak vypadám. – rostlinář Kunc
Ta ženská je pod drogama. – ozve se v TV během rozhovoru Hrabětové s předsedou družstva Kalinou o komplotu ohledně Otíka a jeho chalupy
Už jsem řek, po žních jdeš k Turkovi! – Pávek je nespokojen se svým závozníkem Otíkem Rákosníkem a chce ho předat vznětlivému kolegovi Josefu Turkovi
Štefan! – družstevníci vítají slovenského kolegu Štefana, pilota zemědělského letadla Zlín Z-37 Čmelák
To neděláš dobře s tou sirkou, Jaromíre! – předseda varuje rostlináře Kunce před vracením vypálených zápalek do krabičky
Pepo, já se spletla! Třicet jedna! – paní Turková zachraňuje situaci, když hrozí, že její žárlivý manžel, konečně spokojen se svým potápěčským výkonem, vystoupí na břeh a objeví jejího milence
Je ta voda pitná? – Je... Ale v poslední době tu máme slintavku... – malíř Ryba doplňuje odpověď na otázku důležitých hostí z Prahy těsně poté, co se soudruh ředitel napije
A celej se votočit můžeš? – dr. Skružný vysvětluje hostinskému Rambouskovi, že zablokovaná krční páteř není nijak závažný problém
Vy jste se zase kochal, že jo, pane doktore? – Pávek ke zhroucenému doktoru Skružnému, kterého (zase) srazilo jeho vlastní špatně zabrzděné auto
Chceš auto? Vem si auto.

## Zajímavosti
- Ve filmu se mihne v televizních zprávách zmínka o bruselské fotbalové tragédii z května 1985.
- Předlohou pro postavu doktora Karla Skružného (Rudolf Hrušínský st.) byl MUDr. Robert Moudr z Nového Rychnova nedaleko Pelhřimova. Jméno MUDr. Skružného přitom ve filmu nikdy nezazní.
- Scénář vznikl původně díky omylu. Zdeněk Svěrák dostal nedopatřením dvakrát honorář za jiný námět, a aby nemusel peníze vracet, bylo nutné, aby dodal další námět. Svěrák za jednu noc vymyslel syžet, samotný scénář pak ovšem psal 6 let.[6]
- Díky filmu se do povědomí širší veřejnosti dostaly zejména skladby Praha už volá (1980; hudba: Dalibor Basler, text Václav Babula; pro snímek nazpíval Josef Oplt),[7][8] píseň Šoumen (1985; hudba a zpěv: Michal David, text: Eduard Pergner),[9] píseň To je starý (1984; text František Ringo Čech, zpěv M. Imrich / F. R. Čech, hudba: Miroslav Imrich)[10][11] a dechovka Chodouňská polka (1939; autor skladby Josef Poncar (1902–1986) se ve středočeské Chodouni narodil).[12][13]